# Altus Bosques
Altus Bosques är en ort i Mexiko.   Den ligger i kommunen Tlajomulco de Zúñiga och delstaten Jalisco, i den centrala delen av landet, 500 km väster om huvudstaden Mexico City. Altus Bosques ligger 1 545 meter över havet och antalet invånare är 2 067.
Terrängen runt Altus Bosques är platt österut, men västerut är den kuperad. Runt Altus Bosques är det mycket tätbefolkat, med 6 472 invånare per kvadratkilometer. Närmaste större samhälle är Guadalajara, 11,1 km norr om Altus Bosques. Trakten runt Altus Bosques består till största delen av jordbruksmark.